# Kamýcká (Praha)

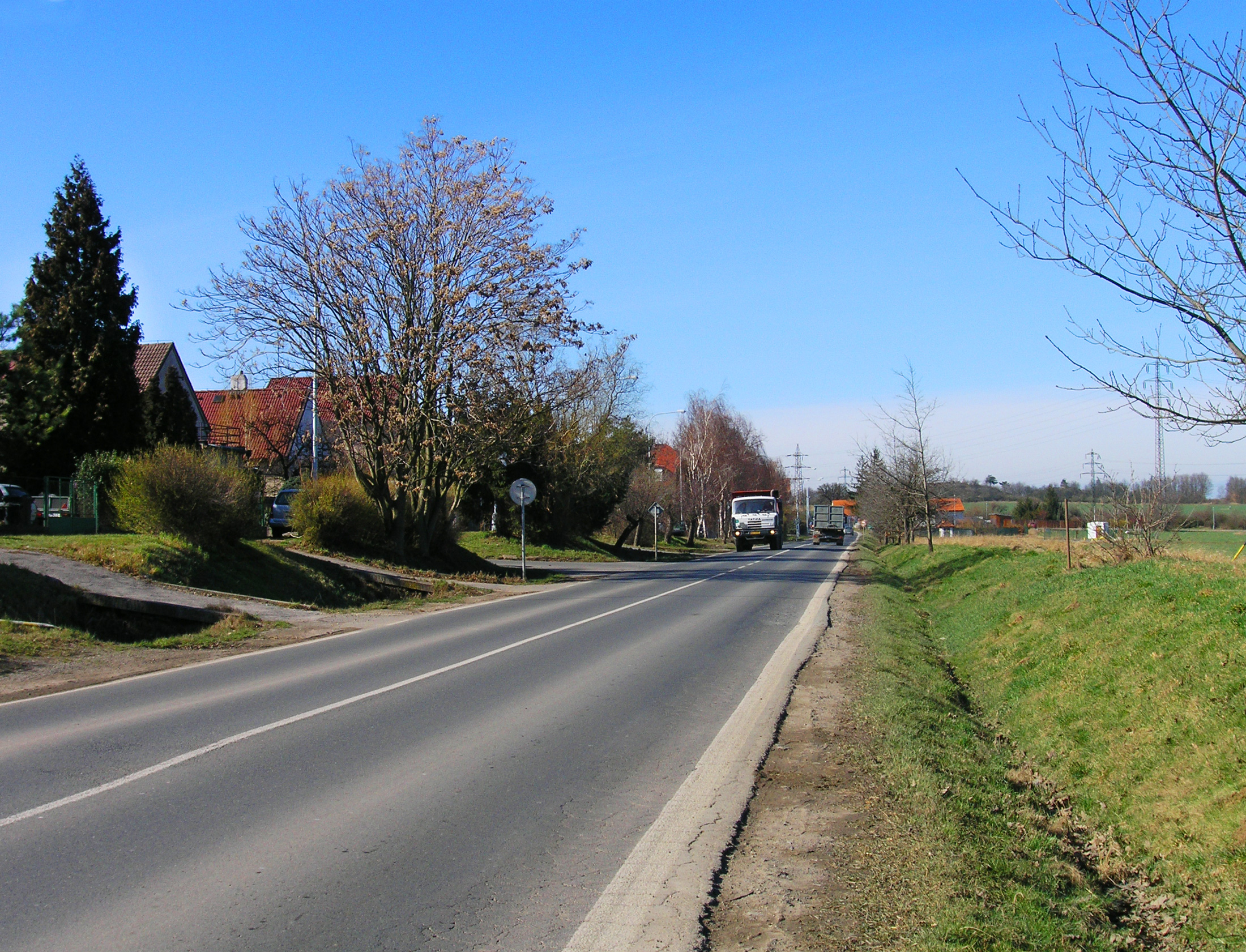
Kamýcká ulice na Výhledech

Kamýcká je hlavní dopravní tepna pražské čtvrti Suchdol. Prochází téměř přímým směrem od severozápadu k jihovýchodu, její délka je cca 4 km. Na severní hranici Prahy, v sedle na konci Kozích hřbetů, navazuje na silnici II/241 z Horoměřic (která na území Horoměřic nese název Suchdolská), prochází přes suchdolskou část Výhledy, přes Brandejsovo náměstí (křižovatku s Internacionální ulicí) a přes okraj Budovce (křižovatka s Kamýckou a Sídlištní ulicí, hranice Suchdola a Sedlce) do dolního Sedlce, kde se napojuje na levobřežní Roztockou ulici. Po jihozápadní straně suchdolské části ulice se nachází areál České zemědělské univerzity. Sedlecký úsek ulice je poměrně strmý, protože překonává přibližně stometrový výškový rozdíl mezi dolním a horním Sedlcem.
Ulice si v některých částech zachovala silniční stavební charakter, pouze v okolí křižovatek a nové zástavby má již uliční provedení.
Ulice byla poprvé pojmenována v roce 1931 podle severočeské obce Kamýk, nikdy nebyla přejmenována.

## Doprava

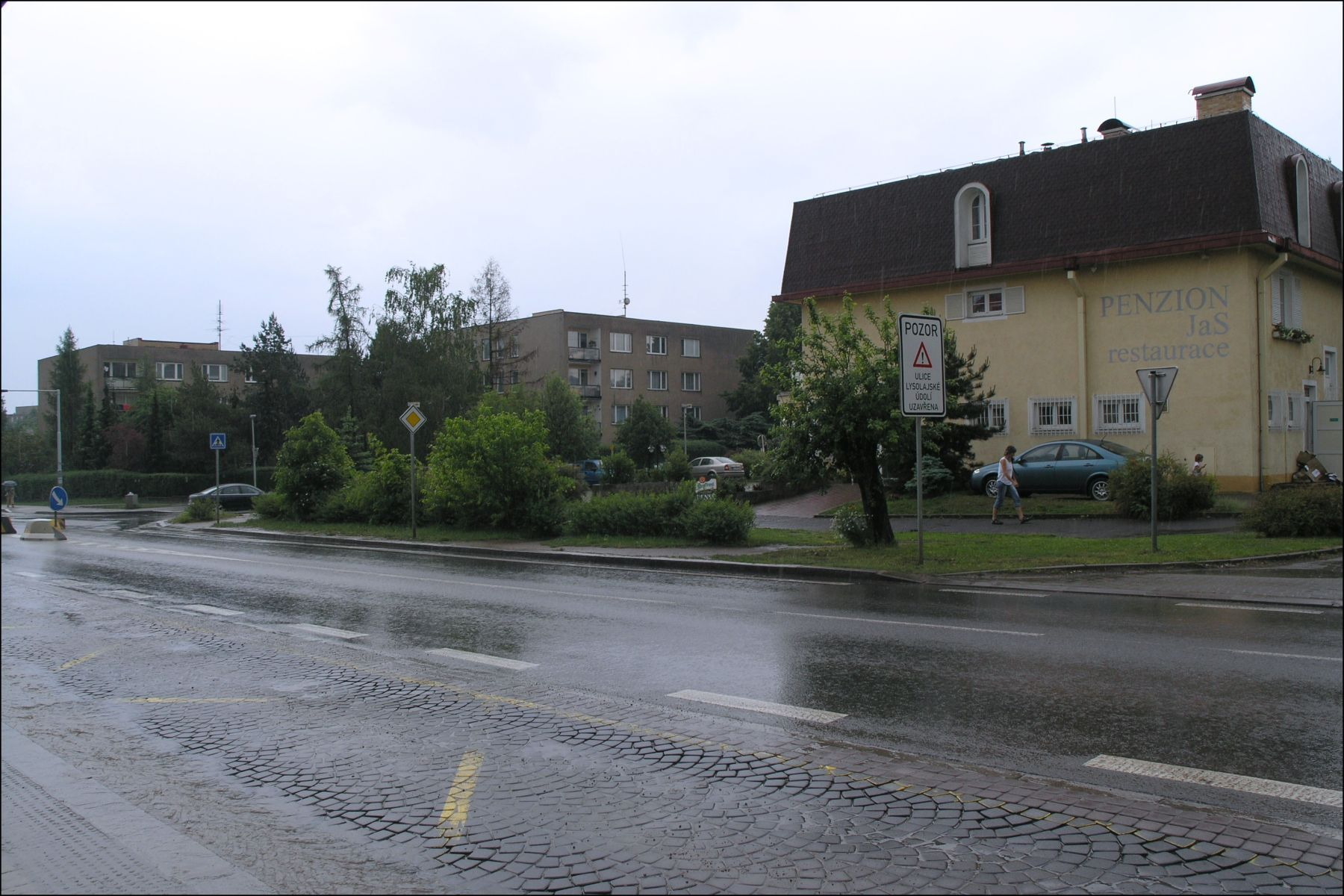
Kamýcká ulice v oblasti Budovce (u zastávky Kamýcká)

Ulicí vede několik městských autobusových linek, zejména 107 a 147, příměstská linka 359 a noční linka 502. Tyto linky zajišťují spojení ke stanici metra Dejvická; příležitostně slouží ulice i jako objízdná trasa do Lysolají. Kvůli místní obsluze neprojíždí žádná linka celou Kamýckou ulicí přímo, ale kombinují trasu se Suchdolskou a Internacionální ulicí. Na Kamýcké ulici se nacházejí zastávky Roztocká, V Sedlci (dříve Mrazírny), Kamýcká, Výhledské náměstí a v přilehlé otočce Výhledy; zastávka Zemědělská univerzita je umístěna na kolmé Internacionální ulici.
Uvažuje se o tramvajové trati na Suchdol (rok 2015, předtím uváděn rok 2014) Byly provedeny vážně míněné studie možných tras náročným terénem, s tunely a mosty, na území Suchdola se však počítá s vedením po Kamýcké ulici.
V Sedlci nedaleko dolního konce ulice (cca 100 m od autobusové zastávky) se nachází železniční zastávka Praha-Sedlec na železniční trati Praha – Děčín. Cca 500 m od konce Kamýcké směrem do i z centra Prahy se nacházejí přívozy.
Pro rok 2009 se plánuje výstavba první světelné křižovatky (Kamýcká – Suchdolská - Sídlištní) na hranici Suchdola a Sedlce.

## Křižovatky
P = pravá strana Kamýcké, L = levá strana Kamýcké při jízdě od Dejvic
- Roztocká (P, L)
- V Sedlci (P)
- Ke střelnici (L)
- K vinici (L)
- Ke kladivům (L)
- Sídlištní (L), Suchdolská (P)
- Lysolajská (P)
- Budyňská (P)
- Osvobození (P)
- Internacionální (P, L) (Brandejsovo náměstí)
- Olšová (L)
- Stehlíkova (P)
- Na mírách (P)
- Závadova (L)
- K stavebninám (L)
- Kosova (L)
- K osmidomkům (L)
- vyústění výjezdu z autobusové otočky Výhledy (L)
- vjezd do autobusové otočky Výhledy (L)
- Dvorská (P)
- vyústění bezejmenné cesty od Horoměřic (L, na hranici Prahy)

## Budovy a instituce
- na křižovatce s ulicí Suchdolská stojí budova bývalého akcízu (Kamýcká 126/8)